# Price Day
Price Day (Plainview, 4 de noviembre de 1907 -  29 de enero de 1978) fue un corresponsal de guerra estadounidense. Ganó el Premio Pulitzer de Periodismo Internacional en 1949.

## Primeros años
Nació en 1907 en Plainview, Texas. A la edad de diez años, se mudó con su familia a Chicago. Después de su admisión a la Universidad de Princeton, Day dirigió la revista de la escuela The Tiger. Después de graduarse en 1929, trabajó como dibujante y autor independiente de The Saturday Evening Post, durante más de una década.

## Carrera
En 1942, se mudó a Florida para unirse al Fort Lauderdale Times como editor de la ciudad. Pero un año después, The Baltimore Sun lo asignó para cubrir las áreas de batalla del Mediterráneo como corresponsal de guerra. Desempeñó su trabajo de 1942 a 1945 y cubrió la 8.ª Fuerza Aérea, la Batalla de Anzio y la liberación de Roma, la ruptura de la "Línea Gustav" cerca de los Vosgos. En 1945, estuvo presente en la firma del Acta de Rendición Alemana.
En el período de la posguerra, el corresponsal cubrió la Conferencia de Potsdam, los Juicios de Núremberg, la restauración de la forma de vida habitual en Checoslovaquia, Francia, Alemania y el Caribe. En general, informó sobre 16 convenciones políticas nacionales como reportero y luego como editor. Su experiencia culminó con su asignación al papel principal en el equipo de autores de The Baltimore Sun en un estudio mundial de la Commonwealth y el Imperio Británico y sus cambios desde el cese de las hostilidades.
El secretario de Guerra, Robert P. Patterson, honró a los corresponsales de guerra, incluido Day, en un evento en Washington, el 23 de noviembre de 1946. 
En 1948, recibió una asignación en India, donde escribió una serie de doce artículos "Experimento con la libertad: India y su primer año de independencia". En el transcurso de su trabajo en el país, el periodista también entrevistó a Mahatma Gandhi. Su éxito periodístico le valió el Premio Pulitzer de Periodismo Internacional en 1949.
En 1952, Day pasó de informar al equipo editorial de The Baltimore Sun en 1952. Cuatro años más tarde, se convirtió en editor asociado del periódico. En la década de 1970, el columnista se unió al consejo asesor de los Premios Pulitzer.
En 1975, Day se retiró como editor en jefe del Sun y los periódicos después de 15 años. Murió a la edad de 71 años en el MedStar Memorial Hospital tres años después.